# 코마티아이트

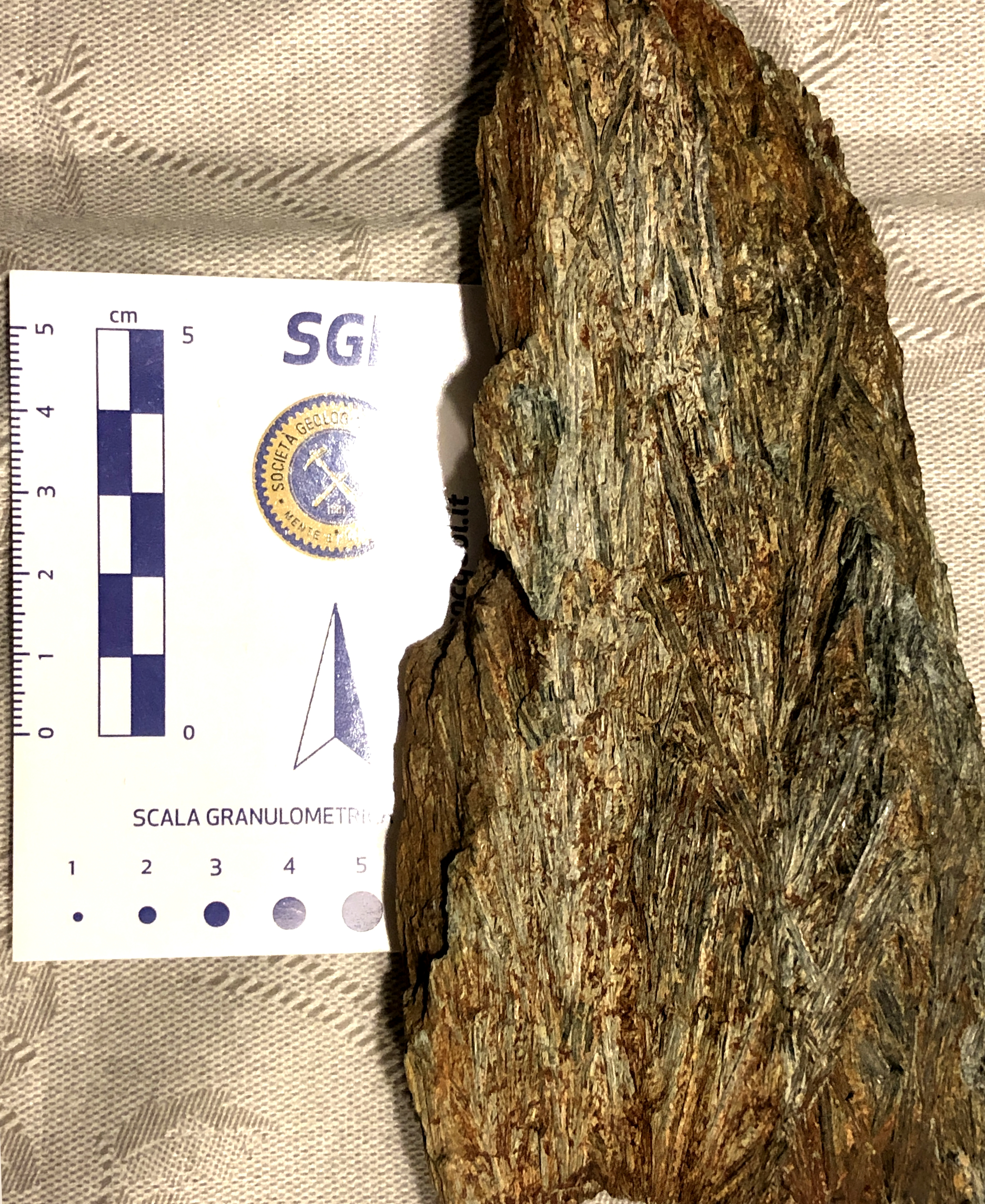

코마티아이트(komatiite)은 지질학에서 맨틀에서 유래된 초고철질 화성암으로 마그네슘이 풍부한 암석이다. 이름은 에스와티니의 코마티강에서 유래했다.